# Abtei Ste-Croix (Poitiers)

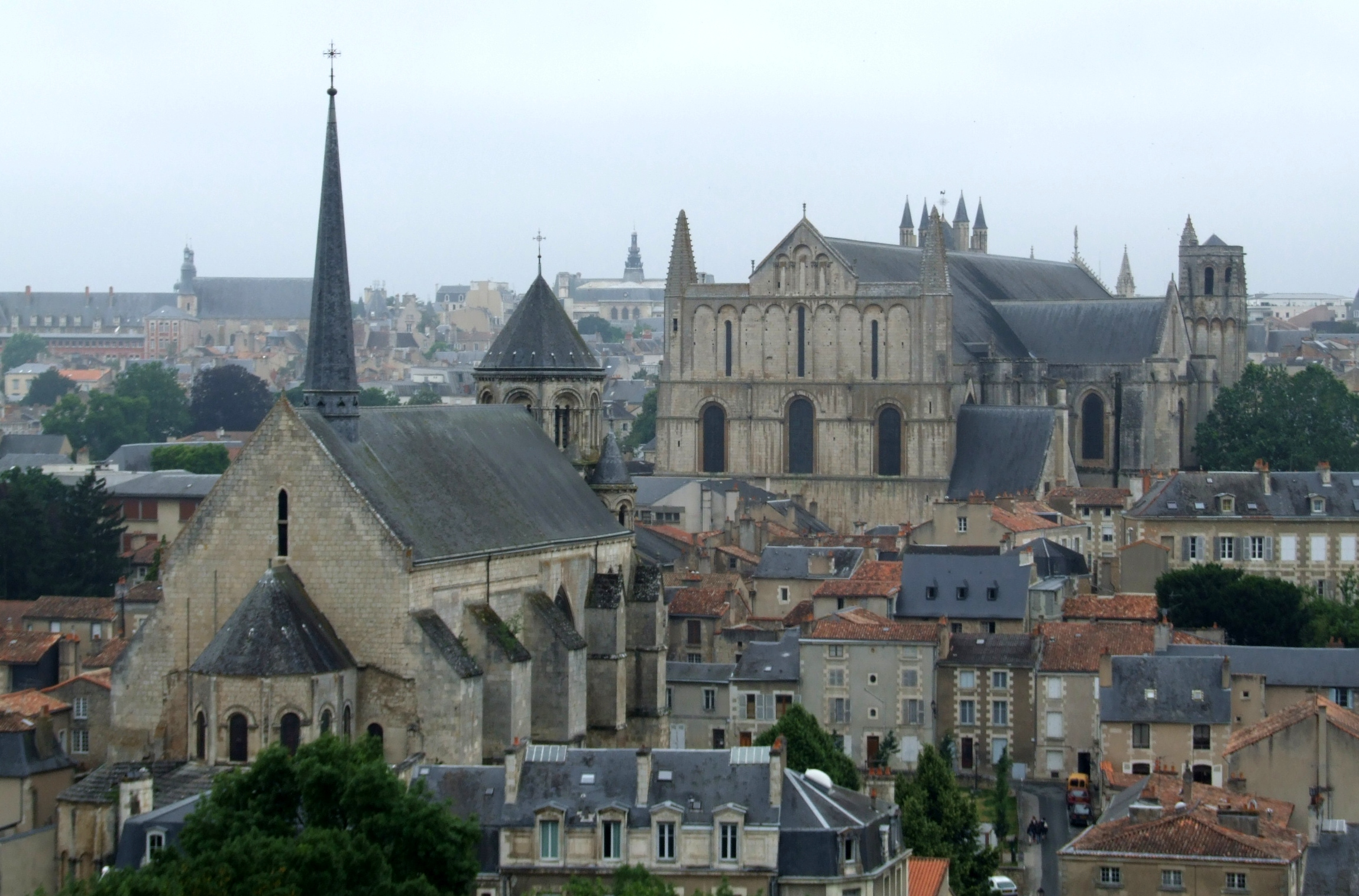
Kirche Sainte-Radegonde, im Hintergrund die Kathedrale von Poitiers

Die Abtei Sainte-Croix in Poitiers wurde nach mehrjähriger Planung um das Jahr 558 von Radegundis gegründet, als sie auf der Flucht vor ihrem Ehemann, dem Frankenkönig Chlothar I., war. Sainte-Croix war das erste Frauenkloster Europas.

## Geschichte
Die Kirche wurde unter dem Namen Sainte-Marie-Hors-les-Murs geweiht, da die Abtei außerhalb der römischen Stadtmauer, aber immer noch innerhalb der Schleife des Flusses Clain, lag. Die erste Äbtissin wurde Agnes von Poitiers († 588), nachdem die Königin dieses Amt abgelehnt hatte. Agnes unterstellte die Nonnen der Klosterregel des heiligen Caesarius von Arles († 542), die aber später durch die Benediktinerregel ersetzt wurde. Als 567 Fragmente des Heiligen Kreuzes eintrafen, die der byzantinische Kaiser Justinian I. († 565) dem Kloster geschenkt hatte, wurde die Abtei in Sainte-Croix umbenannt. Die Kirche wurde nach dem Tod der Gründerin (587) ihr zu Ehren in Sainte-Radegonde umbenannt.
Bis zum 13. Jahrhundert wurde die Kirche mehrfach neu gebaut. Sie besitzt noch den Vorplatz in den mittelalterlichen Dimensionen. Bei diesem Vorplatz handelte es sich um einen von Steinbänken umgebenen Gerichtsplatz, auf dem die klerikalen Richter die religiösen und zivilen Angelegenheiten der Siedlung richteten.
Rund um die Kirche entwickelte sich eine Siedlung, die mehrmals zerstört und daher im 10. Jahrhundert befestigt wurde. Mit der Stadtmauer der Eleonore von Aquitanien wurde das Kloster im 12. Jahrhundert dann in die Stadt Poitiers integriert. Die Befestigung der Ortschaft Sainte-Croix wurde im 19. Jahrhundert abgerissen, um den Bau einer Straße und weiterer Kirchen zu ermöglichen. Die Kirche Sainte-Radegonde blieb jedoch erhalten.

## Abtei Sainte-Croix in Saint-Benoît
In der zweiten Hälfte des 20. Jahrhunderts verließen die Nonnen das Stadtzentrum. Sie kauften sieben Kilometer außerhalb von Poitiers ein Landhaus der Jesuiten und bezogen im Jahr 1965 die im Gemeindegebiet von Saint-Benoît im Département Vienne neu errichteten Klostergebäude. Die neue Abtei Sainte-Croix in Saint-Benoît wird aufgrund ihrer Lage in der 29 Hektar großen, von dem Fluss Miosson durchzogenen Domäne La Cossonnière auch als Abtei Sainte-Croix de La Cossonnière bezeichnet.